# Arthur Adam
Arthur Adam, geboren als Arthur Adam ten Cate, is een Nederlandse singer-songwriter. Hij maakt melancholieke, akoestische Engelstalige liedjes die in de muziekpers vergeleken worden met het werk van onder andere Damien Rice, Sufjan Stevens en Jeff Buckley.
Adam bracht vier volwaardige albums uit: het experimentele album In a Cabin With, de popplaat Awake, het veelzijdige album Pulse, en het voor zijn doen optimistische Magic, Light.

## Discografie

### Albums
| Album met eventuele hitnotering(en) in de Nederlandse Album Top 100 | Datum van verschijnen | Datum van binnenkomst | Hoogste positie | Aantal weken | Opmerkingen |
| ------------------------------------------------------------------- | --------------------- | --------------------- | --------------- | ------------ | ----------- |
| Shhh EP                                                             | 2006                  | -                     | -               | -            |             |
| In a cabin with                                                     | 2008                  | -                     | -               | -            |             |
| Awake                                                               | 2010                  | -                     | -               | -            |             |
| Pulse                                                               | 16-11-2012            | -                     | -               | -            |             |
| Magic, Light                                                        | 12-09-2014            | -                     | -               | -            |             |
| The future’s bright and deadly EP                                   | 10-12-2015            | -                     | -               | -            |             |